# La Couture (Pas-de-Calais)
La Couture település Franciaországban, Pas-de-Calais megyében. Lakosainak száma 2608 fő (2022. január 1.). La Couture Beuvry, Festubert, Lestrem, Locon, Richebourg és Vieille-Chapelle községekkel határos.

## Népesség
A település népességének változása:
| Lakosok száma | 2734 | 2799 | 2862 | 2764 | 2720 | 2677 | 2643 | 2616 | 2608 |
|               | 2013 | 2015 | 2016 | 2017 | 2018 | 2019 | 2020 | 2021 | 2022 |